# Varano Borghi

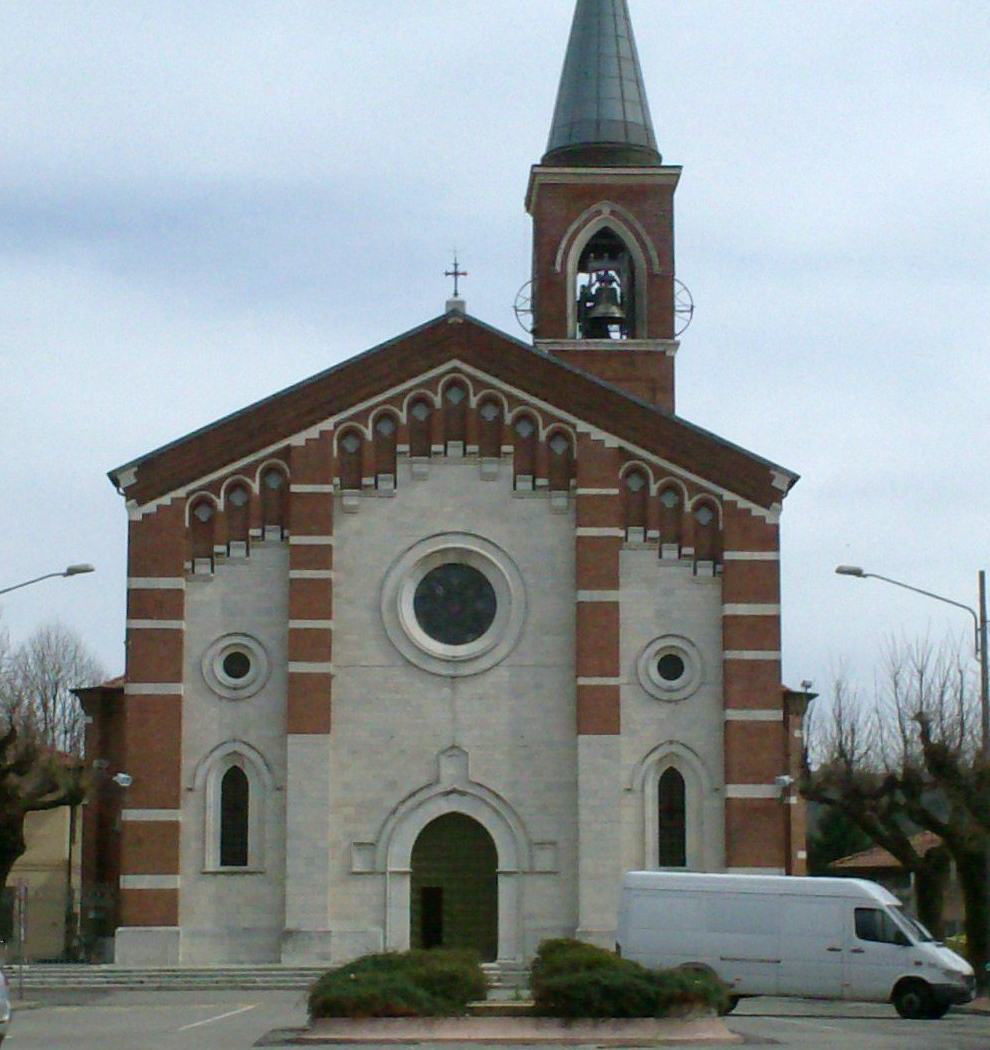
Pfarrkirche Divino Redentore

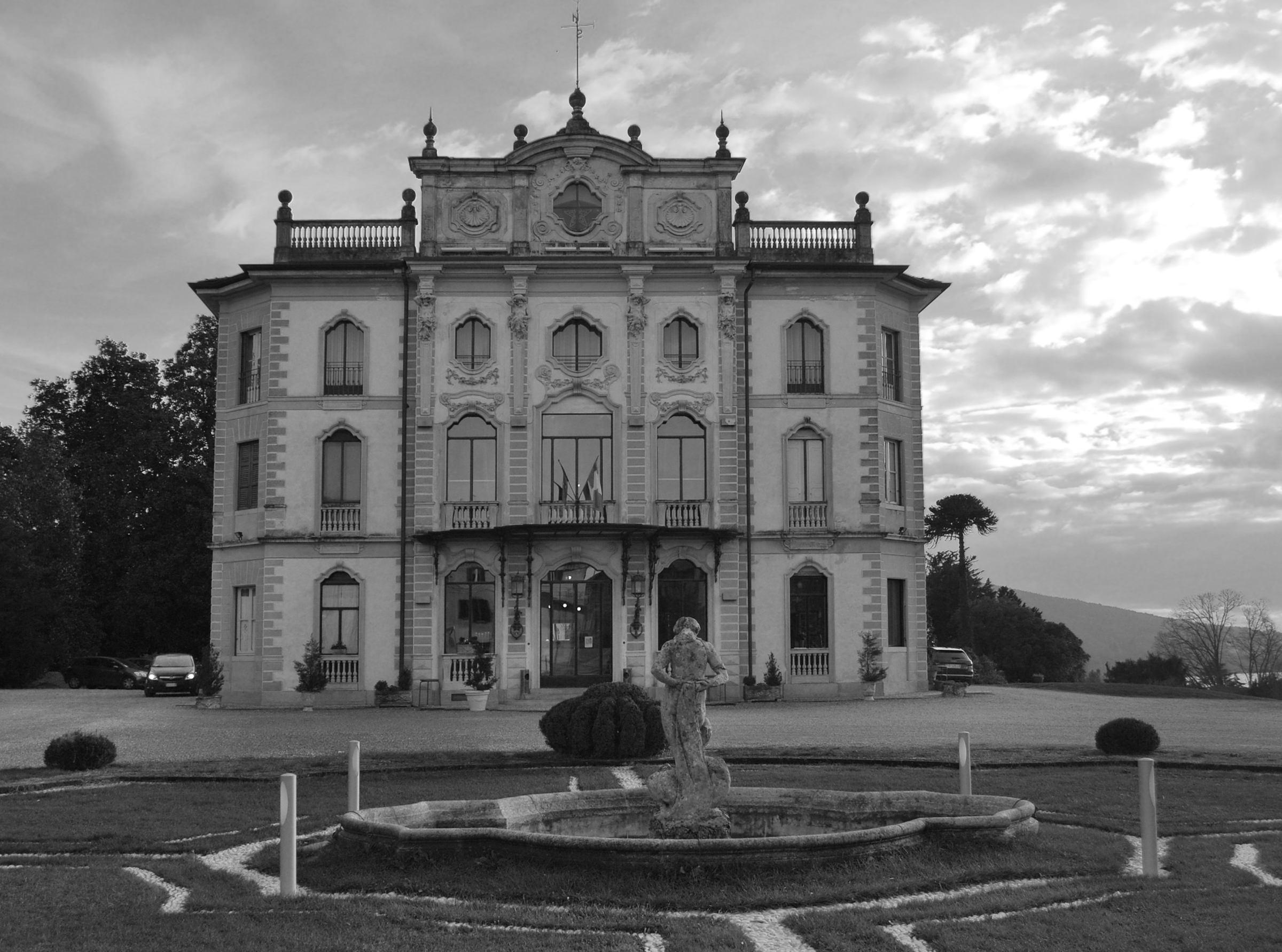
Villa Borghi

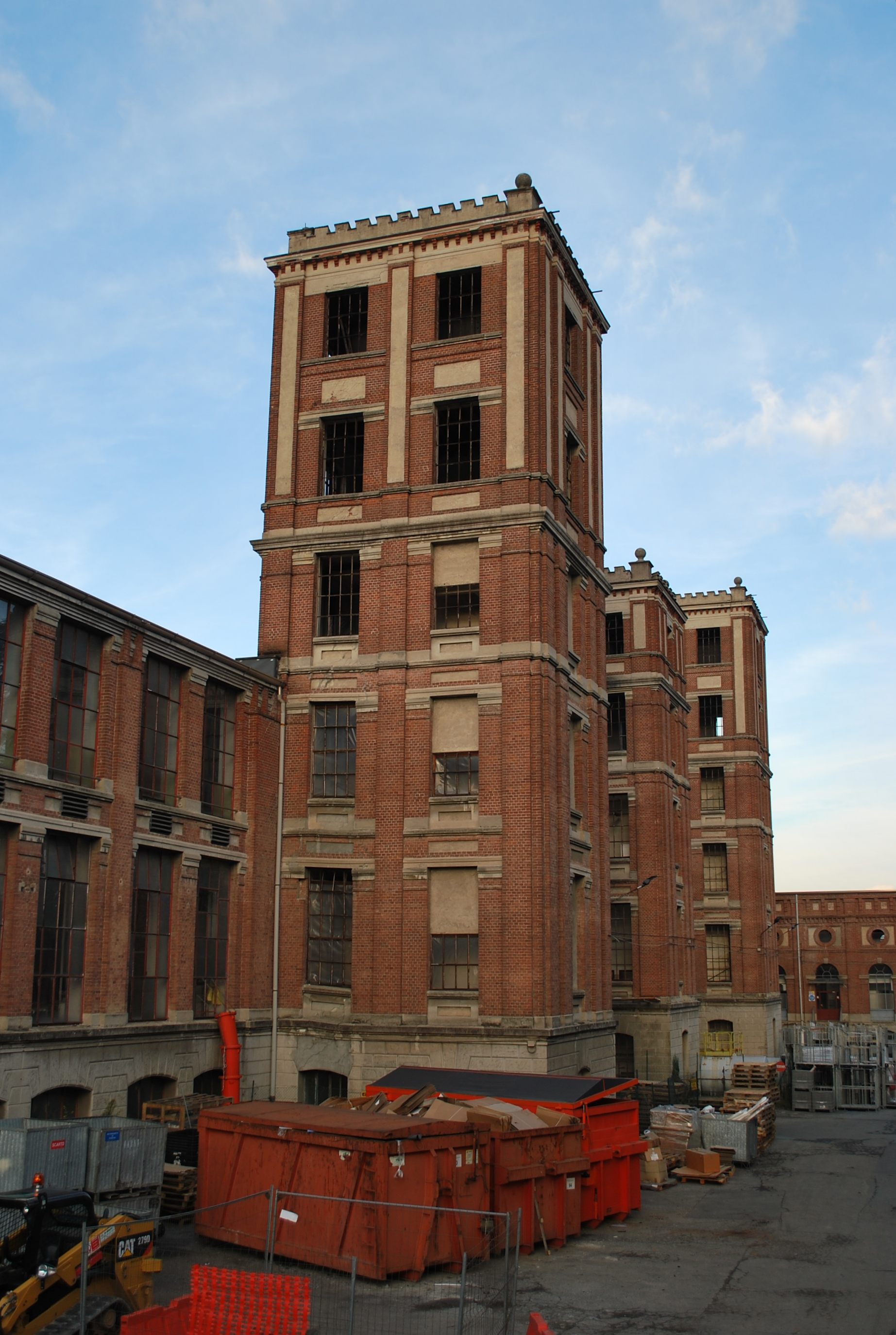
Baumwollfabrik Varano Borghi

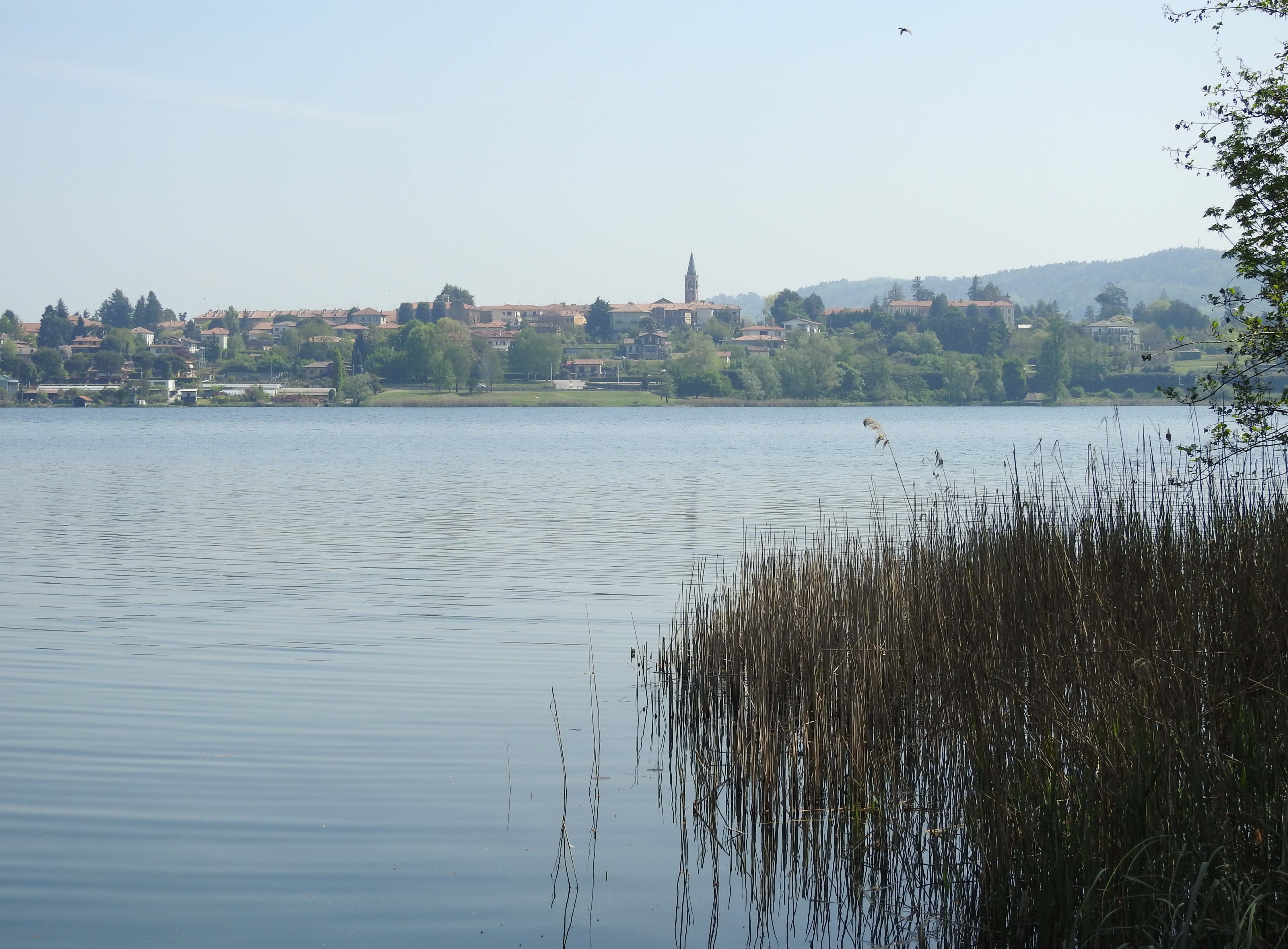
Varano Borghi am Lago di Comabbio

Varano Borghi ist eine Gemeinde (comune) in der Provinz Varese in der Lombardei. 

## Geographie
Die Gemeinde liegt etwa 15 Kilometer westsüdwestlich von Varese am Lago di Comabbio und bedeckt eine Fläche von 3,3 km². Zu Varano Borghi gehört die Fraktion Boffalora. Die Nachbargemeinden sind Casale Litta, Comabbio, Inarzo, Mercallo, Ternate und Vergiate.

## Geschichte
Varano ist eine Ortschaft der Gemeinde Brebbia, die in den Statuten der Straßen und Gewässer der Grafschaft Mailand erwähnt wird. Sie war eine der Gemeinden, die zur Instandhaltung der Rho-Straße beitrugen (1346). In den Registern des Estimo (Grundbuch) des Herzogtums Mailand von 1558 und den nachfolgenden Aktualisierungen im 17. Jahrhundert war Varano noch in derselben Pieve enthalten. Im Jahr 1611 meldete Giacomo Trecchi von Galeazzo den ewigen Besitz des Lehens von Varano, vereint mit Cazzago di Sotto, mit den Abgaben von Brot, Wein und Fleisch, mit dem Recht, im See und im Kanal, der Naviglietto genannt wird, zu fischen, mit dem Recht, ein Wirtshaus zu führen und mit einer Lehensabgabe von 6 Lire. Im Jahr 1661, nach dem Tod des Markgrafen Manfredo Trecchi, der keine männlichen Nachkommen hatte, umfasste das Lehen 22 Lehen für Varano und 17 für Cazzago di Sotto. Allein das Lehen Varano ging 1690 an den Rechtsgelehrten Giovanni Antonio Guilizzoni über. Nach den Antworten auf 45 Fragen im Jahr 1751 durch die II. Junta der Volkszählung wurde die Gemeinde 1751 an den Grafen Guilizzoni verlehnt, an den sie 6 Lire pro Jahr zahlte. Der Feudalrichter, dem die Gemeinde unterstellt war, war der örtliche Podestà, der in Arcisate wohnte und kein Honorar erhielt. Der Konsul der Gemeinde leistete einen Eid auf der Strafbank des Vikariats von Contado del Seprio in Gallarate. Die Gemeinde hatte keinen Rat, sondern wählte zwei Bürgermeister, die für eine gerechte Verteilung der Lasten sorgten. Die Wahl wurde von der Gemeinde durchgeführt, die durch das Läuten der Glocke aufgerufen wurde. Der Kanzler wohnte in Comabbio und erhielt ein Jahresgehalt von 7 Lire. Die Aufzeichnungen wurden von den beiden Bürgermeistern geführt.
Mit der Aktivierung der Gemeinden in der Provinz Como, gemäß der territorialen Aufteilung des Königreichs Lombardo-Venetien (Mitteilung vom 12. Februar 1816), wurde die Gemeinde Varano in den Bezirk XV von Angera aufgenommen. Varano, eine Gemeinde mit einer Vorladung, wurde durch die spätere territoriale Aufteilung der lombardischen Provinzen (Mitteilung vom 1. Juli 1844) im Bezirk XV von Angera bestätigt. Im Jahr 1853 (Mitteilung vom 23. Juni 1853) wurde Varano, eine Gemeinde mit einer allgemeinen Versammlung und 456 Einwohnern, in den Bezirk XX von Angera aufgenommen.
Nach der vorübergehenden Vereinigung der lombardischen Provinzen mit dem Königreich Sardinien wurde die Gemeinde Varano Borghi mit 462 Einwohnern, die von einem fünfzehnköpfigen Gemeinderat und einem zweiköpfigen Stadtrat verwaltet wird, gemäß der durch das Gesetz vom 23. Oktober 1859 festgelegten Gebietsaufteilung in den Bezirk VI von Angera, Bezirk II von Varese, Provinz Como eingegliedert. Bei der Gründung des Königreichs Italien im Jahr 1861 hatte die Gemeinde 500 Einwohner (Volkszählung 1861). Nach dem Gemeindegesetz von 1865 wurde die Gemeinde von einem Bürgermeister, einer Junta und einem Rat verwaltet. Im Jahr 1867 wurde die Gemeinde in denselben Bezirk, Kreis und dieselbe Provinz eingegliedert (Verwaltungsbezirk 1867). Bis 1906 trug die Gemeinde den Namen Varano, danach wurde sie in Varano Borghi umbenannt. 
Im Jahr 1924 wurde die Gemeinde in den Bezirk Varese der Provinz Como eingegliedert. Nach der Gemeindereform von 1926 wurde die Gemeinde von einem Podestà verwaltet. Im Jahr 1927 wurde die Gemeinde der Provinz Varese zugeschlagen. Nach der Gemeindereform von 1946 wurde die Gemeinde Varano Borghi von einem Bürgermeister, einer Junta und einem Gemeinderat verwaltet. Im Jahr 1971 hatte die Gemeinde Varano Borghi eine Fläche von 332 Hektar.

## Bevölkerung
| Bevölkerungsentwicklung | Bevölkerungsentwicklung | Bevölkerungsentwicklung | Bevölkerungsentwicklung | Bevölkerungsentwicklung | Bevölkerungsentwicklung | Bevölkerungsentwicklung | Bevölkerungsentwicklung | Bevölkerungsentwicklung | Bevölkerungsentwicklung | Bevölkerungsentwicklung | Bevölkerungsentwicklung | Bevölkerungsentwicklung | Bevölkerungsentwicklung | Bevölkerungsentwicklung | Bevölkerungsentwicklung |
| ----------------------- | ----------------------- | ----------------------- | ----------------------- | ----------------------- | ----------------------- | ----------------------- | ----------------------- | ----------------------- | ----------------------- | ----------------------- | ----------------------- | ----------------------- | ----------------------- | ----------------------- | ----------------------- |
| Jahr                    | 1751                    | 1805                    | 1853                    | 1871                    | 1881                    | 1901                    | 1921                    | 1951                    | 1971                    | 1991                    | 2001                    | 2011                    | 2017                    | 2021                    |                         |
| Einwohner               | 146                     | 239                     | *456                    | 668                     | 843                     | 1116                    | 1031                    | 1613                    | 2530                    | 2330                    | 2194                    | 2418                    | 2484                    | 2450                    |                         |

- 1809 Fusion mit Ternate (Lombardei)

## Verkehr
Der Bahnhof der Nachbargemeinde Ternate und Varano Borghis liegt an der Bahnstrecke Luino–Mailand.

## Sehenswürdigkeiten
- Pfarrkirche Divino Redentore, Architekt Paolo Cesa Bianchi, im Auftrag der Familie Borghi errichtet.
- Textilfabrik Borghi (1904)[2], schweizerisches Architekturstudio Sequin-Knobel
- romanischer Glockenturm der ehemaligen Kirche Sant’Andrea Apostel (13. Jahrhundert)
- Villa Borghi, eine erste Restaurierung wurde von dem Mailänder Architekten Paolo Cesa Bianchi zwischen 1860 und 1879 unter der Leitung von Napoleone Borghi durchgeführt. Aktuell als Hotel, Restaurant und Eventlocation genutzt.[3]
- Friedhof und Kapelle mit Verzierungen der Firma Ceramica Lombarda, die seinerzeit die Majolika für die Mailänder Jugendstilhäuser lieferte.